# Партия на бразилското демократическо движение
Партията на бразилското демократическо движение (на португалски: Partido do Movimento Democrático Brasileiro) е политическа партия в Бразилия.
Тя е основана на 4 декември 1965 година и до края на 70-те години, по време на военния режим в страната, е единствената легална опозиция в Бразилия. Партията няма единна идеология и обединява множество крила с консервативни, либерални, националистически и социалистически възгледи. Представител на партията е Жузе Сарней, първият президент след възстановяването на демокрацията (1985 – 1990), както и Итамар Франку (президент през 1992 – 1994), но през 90-те години тя губи влияние. Днес Партията на бразилското демократическо движение е основен участник в коалицията около Партията на работниците.